# Исидор Мадридский
Исидор Мадридский, Исидор Крестьянин, Исидор Батрак, Исидор Земледелец,Исидор Пахарь (исп. Isidro Labrador, около 1079, Мадрид, Мадрид — 15 мая 1130, Мадрид, Мадрид) — святой римско-католической церкви.
Святой Исидор является покровителем Мадрида и нескольких небольших поселений Испании и Америки, а также всего крестьянства. В честь него названы несколько населённых пунктов в Новом Свете, ему посвящены множество церквей в испаноговорящих странах.

## Биография
Согласно житию святой Исидор происходил из бедной крестьянской семьи и был назван в честь святого Исидора, архиепископа Севильи (560—636). С ранних лет отличался особым расположением к молитве и посещению церковных богослужений. Его рвение часто становилось источником соблазна: